# Альберо-Бахо
Альберо-Бахо (ісп. Albero Bajo) — муніципалітет в Іспанії, у складі автономної спільноти Арагон, у провінції Уеска. Населення — 103 особи (2009).
Муніципалітет розташований на відстані близько 330 км на північний схід від Мадрида, 13 км на південь від Уески.

## Демографія
Динаміка населення (INE ):